# Джованні Вісконті
Джованні Вісконті (італ. Giovanni Visconti, бл. 1290, Мілан — 5 жовтня 1354, Мілан) — сеньйор Мілану в 1339—1354 роках.

## Життєпис

### Архієпископ
Походив з династії Вісконті. Син Маттео I, синьойора і графа Мілану, та Бонакози Боррі. За рішення батька присвятив себе церковної кар'єри. У 1303 році рішення папи римського Бенедикта IX отримав посаду каноніка Лінкольнського собору (Англія).
У 1317 році був обраний єпископом Міланським. Проте папа римський Іоанн XXII скасував це рішення, оскільки родина Вісконті належала до політичного угруповання гібелінів, опозиційної по відношенню до папського престолу, і призначив єпископом Айкардо Антіміані. У 1323 році папа римський відлучив від церкви усіх Вісконті, яка виступила проти нього на боці імператора Людовика IV Віттельсбаха. Після відлучення Джованні стає союзником антипапи Миколи V, який в 1329 році звів його в сан кардинала.
У 1329 році небіж Джованні — Аццоне Вісконті — придбав у імператора титул правителя Мілана і почав відновлювати владу в Мілані та навколишніх містах. Джованні Вісконті виступив союзником родича, отримавши посаду кардинала-диякона і титулярним дияконом церкви Св. Євсевія.
У 1331 Джованні став єпископом і правителем міста Новара, а в 1339 році, після смерті Айкарда, повернувся до Мілану, хоча офіційно був визнаний архієпископом Мілана лише 1342 року буллою папи римського Климента VI. Того ж року помер бездітний Аццоне, і сеньйорії Мілана та інших міст призначили Джованні і його брата Лукіно співправителями.

### Сеньйор Мілана
Державними справами в основному займався Лукіно, а Джованні відав справами церковними. У 1341 році Вісконті вдалося відновити відносини з папським престолом. Бенедикт XII скасував усі рішення проти міланських сеньйорів в обмін на їхнє визнання папської влади.
На початку 1340-х років група впливових городян Мілана, незадоволена правлінням Лукіно, спробувала скинути правителів міста. Змову було викрито, а серед зрадників виявилися небожі Лукіно і Джованні — Маттео, Галеаццо і Бернабо, яких Лукіно вигнав з Мілана.
У 1349 році, після смерті Лукіно, Джованні став одноосібним правителем Мілана після рішення Генеральної ради Мілану щодо затвердження відповідного статуту 31 травня. Він дозволив небожам повернутися і оголосив їх своїми спадкоємцями. В останні роки свого правління Джованні придбав у родини Пеполі Болонью. Водночас провів рішення щодо спадкової влади Вісконті над Міланом.
У 1350 році стикнувся з загрозою антиміланської коаліції на чолі із Флорентійською республікою. У відповідь Джованні вступив в союз з містами Тоскани та Романьї, де правили гібеліни. 1351 року уклав союз з Кангранде II делла Скала, правителем Верони. Згодом наказав військам захопити Імолу, проте невдало. Водночас викрив й придушив профлорентійську змову в Болоньї. Після цього зумів укласти мирний договір з Флоренцією.
У 1352 році зумів встановити зверхність над Генузькою республікою, скориставшись поразками останньої від Венеціанської республіки та королівства Арагон. Слідом за цим розпочав війну проти Флорентійської республіки, війська Мілану вдерлися до Тоскани, розраховуючи на підтримку місцевих гібелінів. У 1353 році залучив до свого двору поета Петрарку.
Джованні Вісконті помер в 1354 році, його володіння були розділені між трьома його небожами.

## Родина
Діти:
- Леонардо, подеста Новари з 1332 року
- Маргарита, дружина Амброїзе Вісконті, подести Павії